# Billy Talent
Billy Talent (prije poznat kao Pezz) kanadski rock sastav, osnovan je 1993.
Dobitnici najveće kanadske glazbene nagrade Juno Award. Članovi su: Ben Kowalewicz, vokali, Ian D'Sa, gitara, Jon Gallant, bas i Aaron Solowoniuk, bubnjevi. Sastav je svirao već skoro 10 godina, kad je postao poznat. Do 2001. svirali su u podzemnoj sceni Toronta kao Pezz, do kada su izdali samo album Watosh. Promijenili su ime u Billy Talent zbog kršenja autorskih prava naziva "Pezz".

#### Počeci kao Pezz (1993. – 2001.)
Počeli su 1993. u sastavu To each his own, gdje je Jon bio na basu, a Ben na bubnjevima. Poslije je došao Aaron na bubnjevima, a Ben se prebacio na vokale. Upoznali Iana u sastavu Dragonflower, te ga je Ben nagovorio do osnuje sastav s njim. Prvo su se htjeli zvati The other one, no ipak su se složili s imenom Pezz. Prva snimka je "Demoluca", 4 pjesme snimljene u podrumu. Ubrzo su uštedjeli novac i snimili pjesme u studiju, složili su album od 8 pjesama nazvan "Dudebox". Tek kada su izdali "Watoosh", su Ian i Jon počeli pjevati.

#### Billy Talent (2001. – 2004.)
2001. su bili zapriječeni sudskom tužbom od sastava koji se također zvao Pezz. Tada u ime promijenili u Billy Talent. S imenom su promijenili i vrstu glazbe, postali su agresivniji. Jednog dana Ben je sreo kolegicu sa starog posla i pozvao ju na gažu. To se isplatilo jer ona radila s Warner Bros. Recordsom, koji im je nabavio ugovor s Atlantic Recordsom.
Godine 2003. sastav je izdao album nazvan po sebi, "Billy Talent album", kojim su dobili trostruku platinastu nagradu u Kanadi. Najpoznatiji i prvi singl je bio "Try Honesty", te "River Below", "The Ex" i "Nothing to lose". U 2004. godini sastav je imao svjetski uspjeh. "This is how it goes" je bila najpoznatija pjesma, koja je govorila o Benovom prijatelju koji je imao multiplu sklerozu. Kasnije je Aaron priznao da je on prijatelj u pjesmi. Uspijeva imati normalan život, samo treba piti lijek tri puta tjedno. 

#### Billy Talent II (2005. – 2007.)
"Billy Talent II" je bio njihov treći album. Zbog pada popularnosti, namjerno su izali samo polovicu albuma. Plan je uspio, no netko je ukrao ostatak albuma i skoro im uništio prodaju. Izdan je 27. srpnja 2006. godine i došao na prvo mjesto kanadskih top-ljestvica. Prodano je preko 700.000 albuma. Album je manje agresivniji i više odrasliji. Najpoznatiji singl im je bio "Red Flag", "Devil in a midnight mass", "Fallen leaves", "Surrender" i najmanje poznat "This suffering".

#### Billy Talent III (2008. – 2010.)
Prvi singl "Turn Your back" s novog pripremanog albuma nije bio previše uspješan. Pjesma je bila prikazana u videoigri NHL'09. Čini se da će ovaj album imati veći uspjeh nego Billy Talent II. Najpoznatiji singl je drugi singl "Rusted from the rain". Sljedeći je "Devil on my shoulder", a upravo su snimili spot za novi singl "Saint Veronika".